# 基爾馬·杜斯山度士·尼維斯

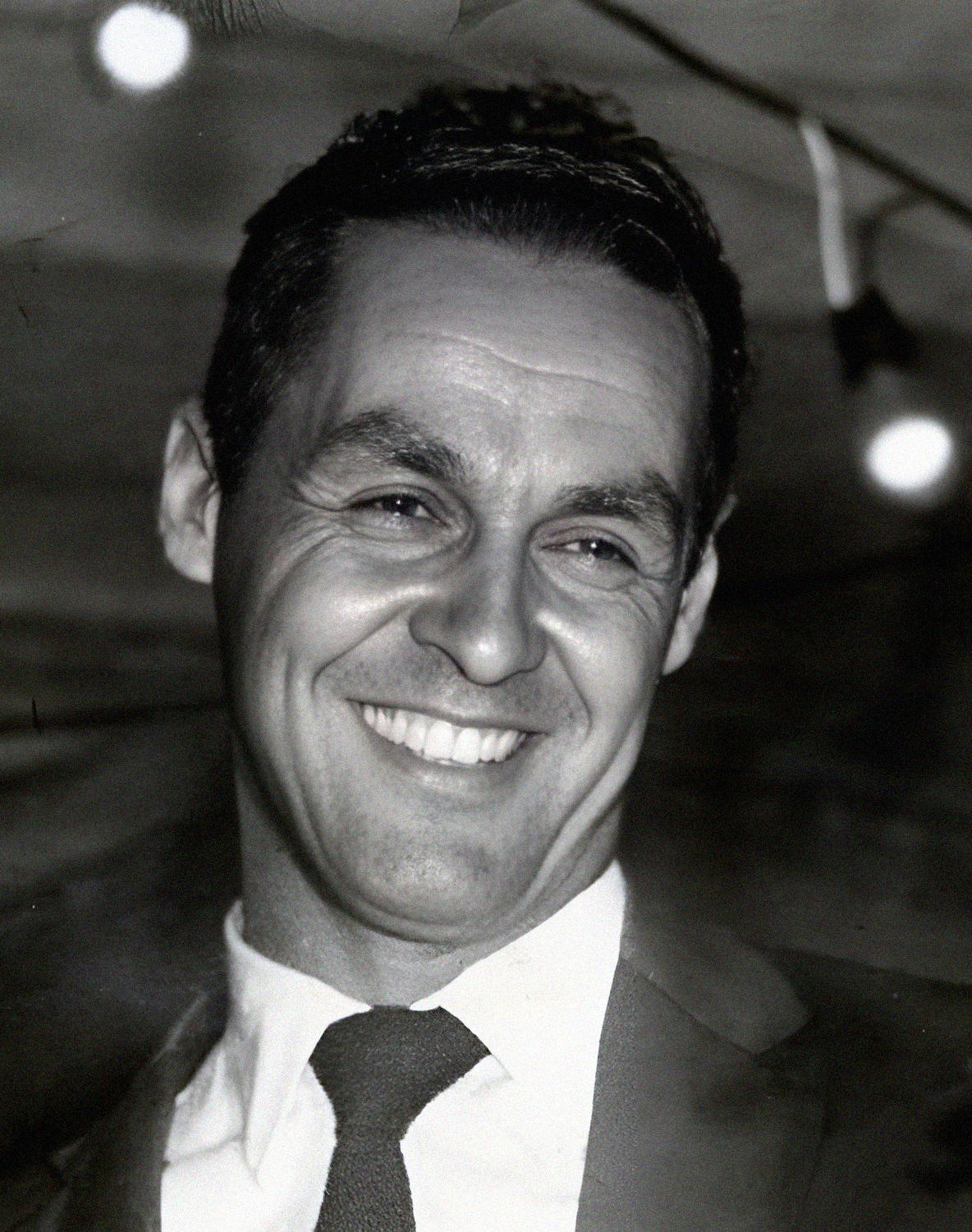
Gilmar 1958.

基爾馬·杜斯山度士·尼維斯（葡萄牙語：Gylmar dos Santos Neves，1930年8月22日—2013年8月25日），可簡稱為基爾馬（Gilmar），是一名前巴西足球運動員，司職門將，他是協助巴西奪得1958年世界盃及1962年世界盃冠軍的主要功臣之一。基爾馬被IFFHS選為二十世紀巴西最佳門將和世界最佳門將之一，他因在球場上的冷靜風格和平和的個性而被人們銘記。1998 年，他被授予国际足联荣誉奖。基爾馬在他83歲生日後僅三天因中風而去世。

## 球會生涯
基爾馬出生於聖保羅的山度士，他的職業生涯於家鄉球隊賈巴誇拉體育會 （Jabaquara Atlético Clube）開始，1951年加盟哥連泰斯，在1951年、1952年和1954年協助球隊贏得三項巴西聖保羅州聯賽冠軍。1961年，基爾馬與山度士簽約，當時山度士擁有多位巴西國家隊主力球員包括比利、莫路·拉莫斯、Pepe、Zito及卡路士·阿爾拔圖之下，他效力山度士期間奪得五次巴西聖保羅州聯賽冠軍，五次巴西盃冠軍, 兩次南美自由盃冠軍和兩次洲際盃冠軍。

## 國際賽生涯
基爾馬於1953年3月1日首次代表巴西國家隊出場，當時他參加在秘魯舉行的南美足球錦標賽以8-1戰勝玻利維亞，1958年代表巴西參加世界盃則首次奪得冠軍；四年後再次帶領巴西成功衛冕冠軍；1966年完成連續三屆代表巴西參加國家隊。基爾馬是第一批連續兩屆世界盃奪得冠軍而同時有份上陣的冠軍隊成員，也是世界盃歷史上第一位門將連續兩屆世界盃決賽上陣。基爾馬為巴西國家隊效力至1969年，6月 12日在馬拉簡拿球場的友誼賽中以2-1戰勝英格蘭，這是他為國家隊效力的最後一場比賽。

## 榮譽

### 球會
哥連泰斯
- 巴西聖保羅州聯賽: 1951, 1952, 1954

山度士
- 巴西盃: 1962, 1963, 1964, 1965, 1968
- 巴西聖保羅州聯賽: 1962, 1964, 1965, 1967, 1968
- 南美自由盃: 1962, 1963

### 國家隊
巴西
- 國際足協世界盃: 1958, 1962

## 外部鏈接
- 基爾馬·杜斯山度士·尼維斯 – FIFA國際賽競賽紀錄 (存檔)
- Corinthians All Time Best XI Placar Magazine
- 基爾馬·杜斯山度士·尼維斯在 National-Football-Teams.com 上的出场纪录
- Profile （页面存档备份，存于） at goalkeepersaredifferent.com